# ناقل الغلوكوز
ناقل الغلوكوزأو ناقل الجلوكوز (بالإنجليزية: Glucose transporter)‏ هي مجموعة واسعة من بروتينات الغشاء، تسهيل عملية نقل الجلوكوز عبر غشاء البلازما. لأن الجلوكوز هو المصدر الحيوي للطاقة لجميع أشكال الحياة، وهذه الناقلات موجودة في جميع الفيلا (phyla). من عائلة البروتين التي يتم العثور عليها في معظم خلايا الثدييات.

## الوظيفة
تعتبر البروتينات الناقلة للجلوكوز عبر الأغشية الخلوية أساسية بالنسبة لعملية أيض (استقلاب/ميتابولزم) الجلوكوز في عديد من العضويات، ابتداء من الميكروبات، حتى الثدييات. في هذا المقال نجد إشارة إلى ثلاث بنى بلورية بالأشعة السينية لبروتينات (XylE)، نديد الأشريكية القولونية (E.coli) من أسرة البروتينات الناقلة للجلوكوز من البروتينات البشرية، عند اجتماعه في مركب مع الزايلوز الميمن «د-زايلوز» (D-xylose)، والجلوكوز الميمن «د-جلوكوز»، و«6-برومو-6-ديوكسي-د-جلوكوز» (6-bromo-6-deoxy-D-glucose). حيث مكن بناء النماذج البنيوية للبروتينات الناقلة للجلوكوز 1–4 (GLUT1-4) المؤلفين من تحديد خرائط الطفرات معروفة الارتباط بالأمراض، والمعلومات البنيوية والبيوكيميائية المتوفرة تشرح العملية الآلية الجزيئية التي تتمكن بواسطتها بروتينات الأغشية الخلوية من نقل الجلوكوز وغيره من أنواع السكر. حيث يؤدي انخفاض فعالية بروتين نقل الجلوكوز عبر الجدار الخلوي (GLUT4) لارتفاع مستويات السكر في الدم مع انخفاض الاستجابة للأنسولين في مرضى السكري 
الأنسولين يحرض على ادخال الغلوكوز داخل الخلايا عبر ناقل الغلوكوز. الأنسولين. +. ناقل الغلوكوز. الغلوكوز. الدم. الخلية. العمل البيولوجي للأنسولين (2/4). الأنسولين.

## الأنواع
يوجد أربعة أنواع لناقلات الجلكوز في الصف الأول وهي:
| الأسم          | التوزيع | الملاحظات                                                                                                  |
| -------------- | --- | --- |
| ناقل الجلكوز 1 | وتوزع على نطاق واسع في أنسجة الجنين. في البالغين، ويعبر عنه في أعلى المستويات في كريات الدم الحمراء، وكذلك في الخلايا البطانة من حاجز الأنسجة مثل حاجز الدم في الدماغ. ومع ذلك، فإنه هو المسؤول عن ذات المستوى المنخفض من امتصاص الجلوكوز القاعدية اللازمة للحفاظ على التنفس في كل الخلايا. | وزادت مستويات في أغشية الخلايا عن طريق خفض مستويات الجلوكوز وبنسبة زيادة مستويات الجلوكوز.                 |
| ناقل الجلكوز2  | هي نقل ثنائي الاتجاه، والسماح لتدفق الجلوكوز في اتجاهات 2. وأعرب عن طريق الكلى أنبوبي الخلايا، والخلايا الظهارية في الأمعاء الصغيرة، والكبد والبنكرياس الخلايا خلايا بيتا. فهو موجود أيضا في الغشاء basolateral من ظهارة الأمعاء الدقيقة. مطلوب ثنائية الإتجاه في خلايا الكبد إلى جلوكوز امتصاص للتحلل، والإفراج عن الجلوكوز خلال استحداث السكر. في خلايا بيتا في البنكرياس، مطلوب الجلوكوز التدفق الحر بحيث البيئة داخل الخلايا من هذه الخلايا يمكن قياس دقيق لمستويات الجلوكوز في مصل الدم. جميع السكريات الأحادية الثلاثة (الجلوكوز، الجالاكتوز والفركتوز يتم نقلها) من الخلية المخاطية المعوية إلى الدوران البابي بواسطة GLUT2 | هو الإسوي ذات قدرة عالية ومنخفضة تقارب. هناك بعض الأدلة أن تخمة 1 و3 هي في الواقع نقل وظيفي في خلايا بيتا. |
| ناقل الجلكوز3  | يتوزع معظمهم في الخلايا العصبية (حيث يعتقد أن يكون الجلوكوز الرئيسي الإسوي نقل)، وفي المشيمة. | هو الإسوي عالية تقارب، والسماح لها لنقل حتى في أوقات تركيزات الجلوكوز المنخفضة.                            |
| ناقل الجلكوز 4 | وجدت في الأنسجة الدهنية والعضلات المخططة (العضلات والهيكل العظمي والعضلات القلبية). | هو الأنسولين نقل الجلوكوز التنظيم. مسؤولة عن تخزين الجلوكوز الأنسولين التنظيم.                             |

## وصلات اضافية
- Glucose+Transport+Proteins,+Facilitative في المكتبة الوطنية الأمريكية للطب نظام فهرسة المواضيع الطبية (MeSH).

قالب:Solute carrier family